# Fabian Maubach

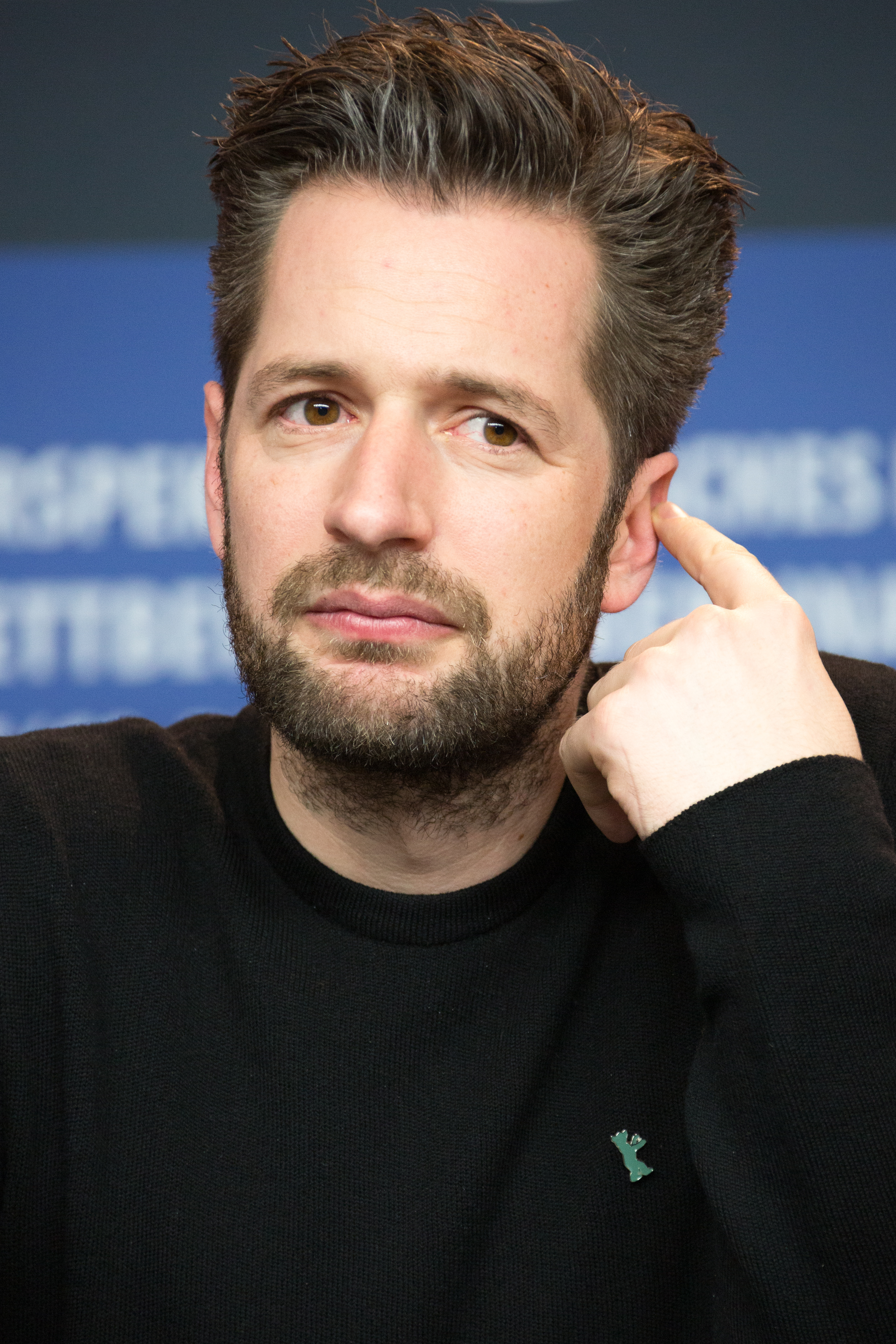
Fabian Maubach (2018)

Fabian Maubach (* 1980 in Köln) ist ein deutscher Filmproduzent.

## Leben
Fabian Maubach studierte von 2004 bis 2008 Filmproduktion an der Filmakademie Baden-Württemberg in Ludwigsburg. Ab 2009 war er für UFA Fiction, vormals teamWorx, tätig.
Seit 2015 führt Maubach mit Jochen Laube die Sommerhaus Filmproduktion GmbH. Gemeinsam produzierten sie In den Gängen, Was uns nicht umbringt, der auf der Piazza in Locarno uraufgeführt wurde, und Der Rote Schatten.
Für Als Hitler das rosa Kaninchen stahl wurde er 2020 mit dem Bayerischen Filmpreis geehrt. Für Berlin Alexanderplatz wurde er im selben Jahr mit dem Deutschen Filmpreis in Silber für den besten Spielfilm ausgezeichnet.

## Filmografie (Auswahl)
- 2008: Mein Erlöser lebt! (Dokumentarfilm)
- 2010: Das Lied in mir
- 2011: Die Unsichtbare
- 2012: 3 Zimmer/Küche/Bad
- 2013: Verratene Freunde
- 2014: Kreuzweg
- 2015: Grzimek
- 2015: Coconut Hero
- 2017: Tatort: Der rote Schatten
- 2018: In den Gängen
- 2018: Was uns nicht umbringt
- 2019: Als Hitler das rosa Kaninchen stahl
- 2019: Zeit der Geheimnisse (Miniserie)
- 2020: Berlin Alexanderplatz
- 2020: Hello Again – Ein Tag für immer
- 2020: Exit
- 2022: Die Kaiserin (Fernsehserie)
- 2025: Kein Tier. So Wild.